# Batalla de Bàssora
La batalla de Bàssora va ser una batalla de la Primera Guerra Mundial que va tenir lloc entre l'11 de novembre i el 21 de novembre de 1914 al sud de la ciutat de Bàssora (actual Iraq), entre tropes de l'Imperi Britànic contra les tropes de l'Imperi Otomà.
La batalla va finalitzar amb la captura de Bàssora pels britànics.

## Antecedents
Després que els britànics capturessin Al-Faw, l'exèrcit otomà va començar a convergir a Bàssora.
Els britànics tenien la missió de capturar la ciutat per a assegurar els camps petrolífers perses. Per arribar van avançar riu amunt cap a Bàssora.

## Batalla
El 7 de novembre de 1914, les tropes britàniques van començar la marxa des d'Al-Faw cap a Bàssora. Els otomans van atacar el campament britànic a la matinada de l'11 de novembre, però van ser derrotats.
Els otomans van preparar posicions defensives en Saihan, i el 15 de novembre van atacar els britànics. Els otomans tornaren a ser derrotats, sofrint 250 baixes i els britànics van continuar avançant.
La posició principal otomana estava en un lloc que els britànics anomenaven Sahil. Els otomans tenien 4.500 soldats atrinxerats prop d'algunes palmeres i d'una vella fortalesa amb una muralla de fang.
El 19 de novembre, els britànics van avançar amb dues brigades d'infanteria britànica i índia, artilleria i cavalleria. El seu avanç es va veure obstaculitzat per una tempesta de pluja, que va dificultar el moviment. El foc otomà, tant de fusells com d'artilleria, era poc precís. Les tropes britàniques i índies van seguir endavant, i quan van arribar desplegaren l'artilleria de manera que podien fer foc directament sobre les trinxeres otomanes. La muralla de fang de la fortalesa va caure, i amb això tota la força otomana va fugir. Degut a la condició del sòl, la cavalleria va ser incapaç de seguir-los. Possiblement les pèrdues otomanes van ser de 1000 soldats; les tropes britàniques i índies van perdre 350.
En el riu, els vaixells de guerra britànics es van trobar amb un petit vaixell amb una delegació de Bàssora que van dir als britànics que els otomans havien abandonat la ciutat, i van demanar a les tropes que ocupessin la ciutat i que aturessin els saquejos. Diversos batallons van pujar als vaixells de guerra i el 21 de novembre, les tropes índies de la 104th Wellesley Rifles i la 117th Mahrattas van ocupar Bàssora.

## Conseqüències
La captura de Bàssora va ser un pas important per a la protecció dels camps petroliers perses i de les refineries. No obstant això, l'ambigüitat de la missió portaria a l'ampliació de la missió que duria als britànics a avançar riu amunt.